# Galamblumma
A galamblumma (Cepphus columba) a madarak osztályának a lilealakúak (Charadriiformes) rendjéhez és az alkafélék (Alcidae) családjához tartozó faj.

## Rendszerezése
A fajt Peter Simon Pallas német zoológus írta le 1811-ben.

## Alfajai
- Cepphus columba columba Pallas, 1811
- Cepphus columba kaiurka Portenko, 1937
- Cepphus columba snowi Stejneger, 1897

## Előfordulása
A Csendes-óceán északi részén, Kanada, az Amerikai Egyesült Államok, Mexikó, Japán és Oroszország területén honos. Természetes élőhelyei az öblök, tengerpartok és a szárazföld közeli óceán. Télen délebbre vonul.

## Megjelenése
Testhossza 37 centiméter, testtömege 450-550 gramm. Nyári tollazata teljesen fekete, kivéve fehér szárnyfoltjait és vörös lábait. Télen foltos szürke és fekete. 
|  |  |

## Életmódja
Apró halakkal és tengeri gerinctelenekkel táplálkozik, melyét főleg a tengerfenék közelében, merüléssel fog meg.
|  |  |

## Szaporodása
Kisebb csoportokban, a sziklafal üregeiben költ.

## Természetvédelmi helyzete
Az elterjedési területe rendkívül nagy, egyedszáma nagy és stabil. A Természetvédelmi Világszövetség Vörös listáján nem fenyegetett fajként szerepel.